# Tom Nyariki
Tom Nyariki (Kenia, 27 de septiembre de 1971) es un atleta keniano, especializado en la prueba de 5000 m en la que llegó a ser medallista de bronce mundial en 1997.

## Carrera deportiva
En el Mundial de Atenas 1997 ganó la medalla de bronce en los 5000 metros, con un tiempo de 13:11.09 segundos, llegando a la meta tras su compatriota en también keniano Daniel Komen y el marroquí Khalid Boulami.